# Соколове (роз'їзд)
Соколо́ве — залізничний пасажирський роз'їзд Харківської дирекції Південної залізниці.
Розташований за кількасот метрів від села Артюхівка, Зміївський район, Харківської області на лінії Мерефа — Зміїв між станціями Зміїв (10 км) та Мож (12 км).
Станом на травень 2019 року щодоби дві пари приміських електропоїздів здійснюють перевезення за маршрутом Зміїв — Харків-Пасажирський.